# Stephens County (Oklahoma)
Stephens County ist ein County im Bundesstaat Oklahoma der Vereinigten Staaten. Der Verwaltungssitz (County Seat) ist Duncan. Das U.S. Census Bureau hat bei der Volkszählung 2020 eine Einwohnerzahl von 42.848 ermittelt.

## Geographie
Das County liegt im Süden von Oklahoma, etwas westlich, ist etwa 35 km von Texas entfernt und hat eine Fläche von 2308 Quadratkilometern, wovon 44 Quadratkilometer Wasserfläche sind. Es grenzt im Uhrzeigersinn an folgende Countys: Grady County, Garvin County, Carter County, Jefferson County, Cotton County und Comanche County.

## Geschichte
Stephens County wurde am 16. Juli 1907 aus Teilen des Comanche County und Chickasaw-Land gebildet. Benannt wurde es nach John H. Stephens, einem Juristen und Mitglied im texanischen Kongress, der sich um die Anerkennung von Oklahoma als Bundesstaat bemühte.

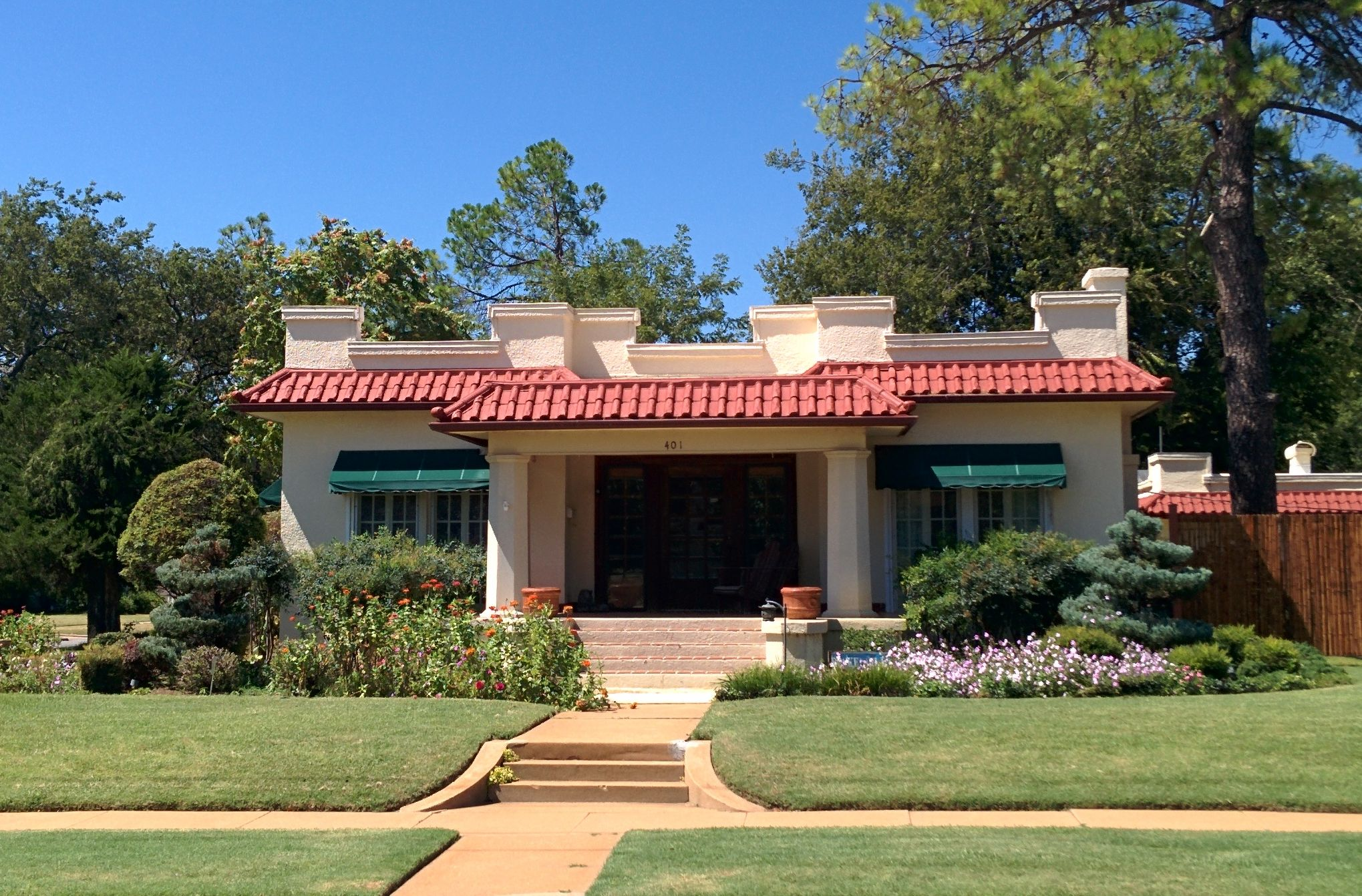
Das Louis B. Simmons House ist einer von zehn Einträgen des Countys im NRHP.

Zehn Bauwerke und Stätten des Countys sind im National Register of Historic Places (NRHP) eingetragen (Stand 6. Juni 2018).

## Demografische Daten

Alterspyramide des Stephens County

Nach der Volkszählung im Jahr 2000 lebten im Stephens County 43.182 Menschen in 17.463 Haushalten und 12.590 Familien. Die Bevölkerungsdichte betrug 19 Einwohner pro Quadratkilometer. Ethnisch betrachtet setzte sich die Bevölkerung zusammen aus 88,37 Prozent Weißen, 2,20 Prozent Afroamerikanern, 4,92 Prozent amerikanischen Ureinwohnern, 0,30 Prozent Asiaten, 0,03 Prozent Bewohnern aus dem pazifischen Inselraum und 1,44 Prozent aus anderen ethnischen Gruppen; 2,74 Prozent stammten von zwei oder mehr Ethnien ab. 3,96 Prozent der Bevölkerung waren spanischer oder lateinamerikanischer Abstammung.
Von den 17.463 Haushalten hatten 30,4 Prozent Kinder unter 18 Jahre, die im Haushalt lebten. 59,5 Prozent waren verheiratete, zusammenlebende Paare, 9,2 Prozent waren allein erziehende Mütter. 27,9 Prozent waren keine Familien, 25,3 Prozent waren Singlehaushalte und in 12,8 Prozent der Haushalte lebten Menschen im Alter von 65 Jahren oder darüber. Die durchschnittliche Haushaltsgröße betrug 2,44 und die durchschnittliche Familiengröße betrug 2,91 Personen.
24,6 Prozent der Bevölkerung waren unter 18 Jahre alt, 7,8 Prozent zwischen 18 und 24, 25,1 Prozent zwischen 25 und 44, 24,0 Prozent zwischen 45 und 64 und 18,5 Prozent waren 65 Jahre oder älter. Das Durchschnittsalter betrug 40 Jahre. Auf 100 weibliche Personen kamen 93,7 männliche Personen. Auf 100 Frauen im Alter von 18 Jahren oder darüber kamen 89,7 Männer.
Das jährliche Durchschnittseinkommen eines Haushalts betrug 30.709 USD und das durchschnittliche Einkommen einer Familie betrug 36.371 USD. Männer hatten ein durchschnittliches Einkommen von 30.428 USD gegenüber den Frauen mit 20.055 USD. Das Prokopfeinkommen betrug 16.357 USD. 11,6 Prozent der Familien und 14,6 Prozent der Bevölkerung lebten unterhalb der Armutsgrenze.

## Orte
| - Bray - Central High - Comanche | - Duncan - Empire City - Loco | - Marlow - Meridian | - Sunray - Velma |